# Présence (film)
Pour les articles homonymes, voir Présence.
Pour plus de détails, voir Fiche technique et Distribution.
Présence (Присутствие) est un film russe réalisé par Andreï Dobrovolski, sorti en 1992,.

## Fiche technique
- Photographie : Youri Raïski
- Musique : Alfred Chnitke
- Décors : Vladimir Fabrikov, Alekseï Listopad, Natalia Ivanova
- Montage : Valeria Belova